# 任侠八方破れ
『仁侠八方破れ』（にんきょうはっぽうやぶれ）は、1966年10月22日に公開された日本映画である。製作・配給は日活。監督は井田探。主演は高橋英樹。

## あらすじ
昭和初期の大坂。渡世人の政次が渡世の義理で結婚披露宴最中の娘の親分を斬り殺したが、斬り殺しを頼んだ一家の悪辣さに嫌気が差し、東京で写真家に弟子入り。そこで堅気として生きるが、立ち退きを迫る新たな敵が現れ…。

## キャスト
- 政次（昇り竜の政）：高橋英樹
- 野上マキ：野川由美子
- 三平：左とん平
- 光子：山本陽子
- 伝吉：菅井一郎
- 写真館の客：東京ぼん太
- 山田：山田禅二
- 沼田：木浦佑三
- 安代：宮阪将嘉
- 野上松蔵：雪丘恵介
- 浩司の母：新井麗子
- 庄大郎：弘松三郎
- 襲名披露式の司会者：加原武門
- 新吉：河野弘
- 加代：鏑木はるな
- 網代組組員：玉村駿太郎
- 刑事：八代康二（八代康次）
- 浩司の父：久松洪介
- 襲名披露式の世話人：長尾敏之助
- みね：鈴村益代
- 披露宴の準備をする女：高田栄子、佐川明子
- 木場の職人：漆沢政子、千代田弘
- 網代の子分：荒井岩衛
- 長屋の住人：二木草之助
- 網代組組員：伊豆見雄（伊豆見英輔）
- 戸塚組組員：近江大介、高橋明、東郷秀美、山口吉弘
- 襲名披露式出席者：池沢竜
- 里見浩司：平塚仁郎
- 戸塚組組員：水川国也
- 長屋の住人：二階堂郁夫
- 刑事の部下：澄田浩介
- 披露宴の準備をする女：大谷木洋子
- 長屋の住人：深町真喜子（深町真樹子）
- 良太：中原剛
- 流し：原耕二
- 刺青：河野弘
- 擬斗：高瀬将敏
- オランダの辰：根上淳
- 戸塚：名古屋章
- 木島華影：芦田伸介

## スタッフ
- 監督：井田探
- 脚本：服部佳
- 企画：友田二郎
- 音楽：大森盛太郎